# Paul Damance
Pour les articles homonymes, voir Amance.
Paul Damance ou Paul D’Amance, né vers 1650 et mort après 1718, est un religieux de l’ordre de la sainte Trinité et rédemption des captifs, qui a fait paraître entre 1687 et 1707 plusieurs messes en « plain-chant musical ».

## Biographie
Outre son appartenance à l’ordre des Trinitaires (un ordre hospitalier, également consacré au rachat des Européens devenus esclaves des Maures), il se dit organiste de son couvent de Lisieux. On possède quelques actes qui témoignent de sa présence dans le couvent de Lisieux. Ses dédicaces révèlent qu’il était en relation avec plusieurs couvents de femmes où du plain-chant était chanté aux offices.
Les messes et les pièces additionnelles qu’il publie à partir de 1687 sont composées dans un style de plain-chant musical dans le goût de Henry Du Mont, c’est-à-dire un plain-chant assez mélodique, avec des valeurs indiquées (longues et brèves) et avec quelques ornements. Il est essentiellement composé pour des couvents de femmes.

## Œuvres

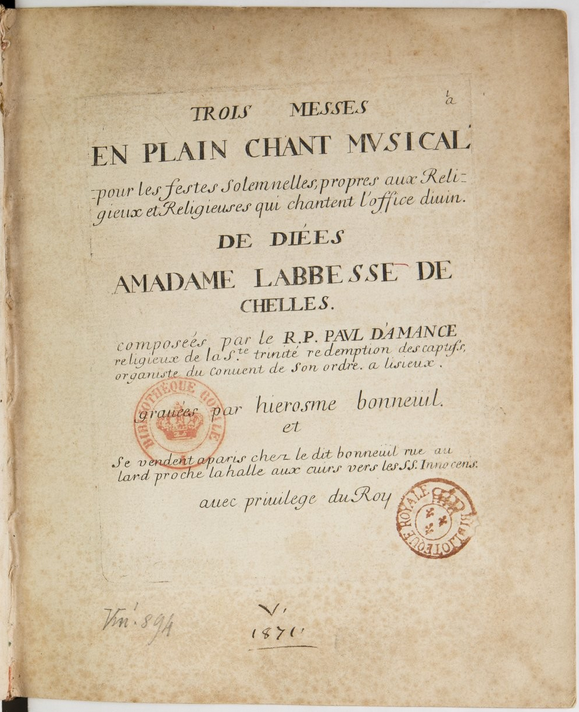
Page de titre des Messes en plain-chant musical (Paris, 1687). Paris BNF.

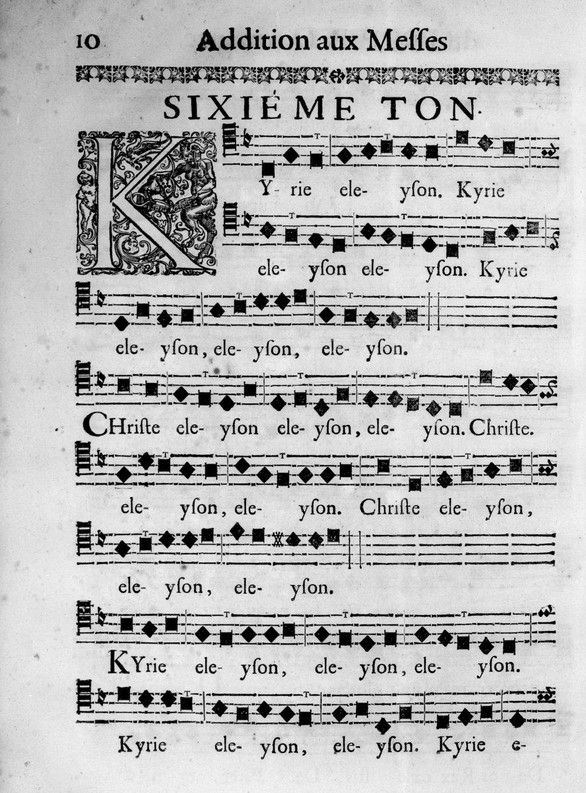
Une page des Additions aux messes... de 1707 (Paris BNF).

### Plain-chant
Toutes les œuvres ci-dessous sont disponibles à la BnF, en original ou en reproduction.
- Messes en plain chant musical pour les festes solennelles propres aux religieuses qui chantent l'office divin... Paris : Jérôme Bonneuil, 1687. 4°, 20 p., gravé, plain-chant noté. Le privilège est daté du 14 août 1657. Numérisé sur Gallica.

Dédicace à Mmes de Fonteine, religieuses de l'ordre de Fontevrauld. Contient une Messe de la Sainte vierge et une Messe de St Paul.
- Trois messes en plain chant musical pour les festes solennelles, propres aux religieux et religieuses qui chantent l'office divin... Paris : Jérôme Bonneuil, 1687. 4°, 31 p., gravé, plain-chant noté. Même privilège que ci-dessus.

Dédicace à Madame Catherine de Scorailles de Roussille, abbesse de l’abbaye royale de Notre-Dame de Chelles. Contient une Messe de sainte Catherine, une Messe de saint Benoît et une Messe de sainte Cécile.
- Six messes en plein chant musical propres pour toutes les personnes qui chantent l'office divin... Paris : Christophe Ballard, 1701. 2°, 46 p., plain-chant noté.

Contient six messes, du 1er, 2e, 3e, 5e ton naturel, 5e ton transposé, 6e ton. L’avis de l’auteur signale que les messes ont été composées pour orgue, et demande de bien respecter les dièzes et les bémols marqués. Cette édition paraît la même année que la quatrième édition des Cinq messes en plain-chant musical de Henry Du Mont, chez le même imprimeur, pour les promouvoir simultanément. Les incipits de ce volume sont détaillés dans la base Neuma.
- Addition aux messes en plein-chant musical composées par le R.P. P. D'Amance... Contenant deux messes, avec les élévations, de tons différents ; le Magnificat, de quatre manières & tons différents ; les Litanies de la Sainte Vierge ; les élévations O Salutaris, & Panis angelicus, différentes de celles qui sont dans les messes ; et le Domine salvum fac Regem, de trois manières et de tons différents. Paris : Christophe Ballard, 1707. 2°, II-46 p., plain-chant noté. Numérisé sur Gallica.

Contient au début une épitre à la prieure et aux religieuses bénédictines de l'Adoration perpétuelle du Très Saint Sacrement, signée de l’imprimeur. Contient deux messes (1er et 6e tons), quatre magnificats (1er, 2e, 5e et 6e tons), les Litanies de la Sainte Vierge, deux élévations (2e et 6e tons), et trois Domine salvum fac regem (6e, 2e et 5e tons).
Outre ces quatre éditions, on trouve quelques œuvres de Damance dans des manuscrits liturgiques, par exemple :
- Tournai, Bibliothèque de l'archevêché, MS 329. Ce manuscrit écrit au pochoir, signé de Mons, Typis Palumbinis, 1774 et qui contient aussi des messes de Henry Du Mont et de François de La Feillée, contient les pièces suivantes de Damance : 4 messes (1er, 5e, 5e transposé et 6e tons), 4 élévations et deux magnificats.

### Pièces pour orgue
- Duo du 8e ton. Cette pièce pour orgue figure avec la mention du Perre Paul Damance dans le manuscrit Paris BNF (Mus.) : Vm7 1823.

Publié à la p. 281 de : Archives des Maîtres de l'orgue, éd. Alexandre Guilmant, vol. 9 (Pièces d'orgue attribuées à Nicolas Lebègue : publiées pour la première fois d'après le manuscrit Vm7 1823 de la Bibliothèque nationale, 1909). Disponible sur IMSLP.

## Discographie
- André Raison, Messes d’orgue des 3e et 8e tons : plain-chant alterné d’Henry Du Mont. Jean-Patrice Brosse, orgue, ensemble Vox Cantoris, dir. Jean-Christophe Candau. 1 CD Psalmus, 2010. La messe pour orgue du 8e ton de Raison y est alternée avec la messe du 6e ton de Paul Damance.
- François Couperin, Messe pour les Couvents de religieux et religieuses. Ensemble Les Meslanges, dir. Thomas van Essen. Jean-Luc Ho, grand orgue. 3 CD Harmonia Mundi [ Couperin l'alchimiste. Bertrand Cuiller, clavecin] La messe de Paul d'Amance choisie pour alterner avec Couperin est la Messe de Ste Cecile (Sixième Ton) des Trois Messes en Plain chant Musical pour les Festes Solemnelles, propres aux Religieuses et Religieux qui chantent l'office divin [...], 1687)